# Vanellinae
I Vanellinae sono una sottofamiglia di uccelli caradriiformi a cui appartengono le pavoncelle e il corriere dalle ginocchia rosse.

## Sistematica
La sottofamiglia è attualmente divisa in due generi che comprendono 24 specie:
- Sottofamiglia Vanellinae
  - Genere Vanellus
    - Vanellus vanellus (Linnaeus, 1758)
    - Vanellus crassirostris (Hartlaub, 1855)
    - Vanellus armatus (Burchell, 1822)
    - Vanellus spinosus (Linnaeus, 1758)
    - Vanellus duvaucelii (Lesson, 1826)
    - Vanellus tectus (Boddaert, 1783)
    - Vanellus malabaricus (Boddaert, 1783)
    - Vanellus albiceps Gould, 1834
    - Vanellus lugubris (Lesson, 1826)
    - Vanellus melanopterus (Cretzschmar, 1829)
    - Vanellus coronatus (Boddaert, 1783)
    - Vanellus senegallus (Linnaeus, 1766)
    - Vanellus melanocephalus (Rüppell, 1845)
    - Vanellus superciliosus (Reichenow, 1886)
    - Vanellus cinereus (Blyth, 1842)
    - Vanellus indicus (Boddaert, 1783)
    - Vanellus macropterus † (Wagler, 1827)
    - Vanellus tricolor (Vieillot, 1818)
    - Vanellus miles (Boddaert, 1783)
    - Vanellus gregarius (Pallas, 1771)
    - Vanellus leucurus (Lichtenstein, 1823)
    - Vanellus chilensis (Molina, 1782)
    - Vanellus resplendens (Tschudi, 1843)

  - Genere Erythrogonys
    - Erythrogonys cinctus Gould, 1838